# Староирландски език
Староирландският език (Goídelc) е мъртъв келтски език, говорен през VI-X век в западната част на Британските острови.
Той се формира на основата на архаичния ирландски и е най-старият от групата на гойделските езици. В наши дни са запазени ограничен кръг староирландски източници, главно приписки в полетата на латиноезични книги. В началото на X век е окончателно изместен от средноирландския, който от своя страна е предшественик на съвременните ирландски, мански и шотландски келтски.